# Abrodictyum sprucei
Abrodictyum sprucei là một loài thực vật có mạch trong họ Hymenophyllaceae. Loài này được (Baker) Ebihara & Dubuisson mô tả khoa học đầu tiên năm 2006.